# 赫爾辛格市鎮
赫爾辛格市鎮（丹麥語：Helsingør Kommune）是丹麥的一個市鎮，位於西蘭島東北角，屬首都大区。面積121.61平方公里，2009年人口61,053人。行政中心为赫爾辛格。

## 友好城市
赫尔辛格市镇与以下市镇或城市结为友好城市关系：
- 挪威 哈尔斯塔
- 法國 吕埃-马尔迈松[2]
- 義大利 聖雷莫[3]
- 瑞典 于默奥
- 格陵兰 乌马纳克
- 芬兰 瓦萨